# Ardo
Ardo NV en international belgisk fødevarevirksomhed, der producerer frosne grøntsager, bær og krydderurter. De har hovedkvarter i Ardooie, Vestflandern. Årligt sælger de 859.000 tons til kunder i over 100 lande. De har ca. 3.300 ansatte og omsætter for 1,4 mia. euro (2024). 3.500 jordbrugere leverer råvarer til Ardo fra 50.000 dyrkede hektar (35.000 hektar i Vestflandern). 
Virksomheden har 16 fabrikker i 7 lande.
Ardo blev grundlagt af Edouard Haspeslagh og Christiane Lambrecht under navnet Haspeslagh NV i 1960, og virksomheden er fortsat ejet af familien Haspeslagh.